# François Gilbert Planche
François Gilbert Planche, né le 4 juin 1866 à Tarare, et mort le 24 mai 1924 à Gap, est un industriel français spécialisé dans l'utilisation de l'énergie électrique, un homme politique français, député des Hautes-Alpes de 1914 à 1919, puis de 1921 à 1924 et conseiller général des Hautes-Alpes de 1907 à 1924. 

## Biographie

### L'ingénieur précurseur
Gilbert Planche appartenait à une famille originaire de la Maurienne qui a participé au creusement des premiers tunnels alpins et à la construction des premiers barrages hydroélectriques.
On doit par ailleurs à M. Planche la construction de nombreuses usines hydro-électriques et électro-métallurgiques en Savoie et dans les Hautes-Alpes, telles que celles de La Praz, Notre-Dame de Briançon et du Massif de Pelvoux. 
Ingénieur spécialiste des conduites forcées, il a participé à la construction de nombreuses centrales hydro-électriques utilisant les chutes d'eau en montagne. Il a commencé sa carrière à Saint-Jean-de-Maurienne à la fin du XIXe siècle en implantant une centrale hydro-électrique pour l'électrométallurgie. 
C'est en 1894 qu'il arrive sur le site de La Bessée avec des topographes et des ingénieurs. Il fait construire, entre 1904 et 1909, la centrale de l'Argentière qui est à l'époque la plus puissante d'Europe. À partir de 1910, cette centrale va alimenter en électricité l'usine de la Société électro-métallurgique de Froges produisant de l'aluminium par électrolyse. En 1913, de cette usine sortait 6 % de l'aluminium mondial. On peut encore voir le siphon de l'Argentière permettant le franchissement des gorges de la Durance, au hameau de La Bâtie des Vigneaux.
Francois Gilbert Planche, a participé à la fondation de plusieurs compagnies de chemins de fer d'intérêts locaux comme :
- les Tramways de l'Ardèche
- les chemins de fer départementaux du Rhône - Saône-et-Loire
- les tramways de la Corrèze.

Le siège de toutes ces compagnies était situé 19 rue Bonnel à  Lyon.
Il s'est aussi intéressé à l'Afrique où il a construit une partie de la ligne de chemin de fer de Cotonou au Niger et la ligne de Brazzaville à Mindouli. Il a été directeur de la Compagnie minière du Congo français qui a mis en exploitation des mines de cuivre dans cette colonie.
Le musée situé dans la centrale hydroélectrique des Claux  à Pelvoux (Hautes-Alpes) est consacré à l'œuvre de François Gilbert Planche dans le domaine de l'hydroélectricité.

### Le politicien
Gilbert Planche commence sa carrière politique lors des élections cantonales. Le 28 juillet 1907, il est élu conseiller général du Canton de l'Argentière-la-Bessée dès le premier tour. Rôle dans lequel il est renouvelé jusqu'à son décès en 1924, Jean Planche lui succédant,.
Pour la première fois, il se présente en 1910  au élections législatives de 1910. Arrivé en deuxième position au premier tour de scrutin, il se désiste en faveur de Émile Merle, député sortant socialiste, mieux placé, qui sera pourtant battu par Maurice Toy-Riont.
Lors des élections sénatoriales de 1912,  il se présente au côté de Frédéric Euzière, ancien député et président du Conseil général des Hautes-Alpes. Ils sont battus par leurs concurrents, le député Antoine Blanc, et le sénateur sortant Charles Vagnat, candidats de l'union républicaine.
En mai 1914, il est de nouveau candidat à la députation à Briançon. Il l'emporte au second tour de scrutin avec 3 134 voix contre 1.756 conte son adversaire de droite, M. Cabannes.
Il est candidat à son renouvellement sur la liste d'union républicaine, radicale et socialiste en 1919, avec Victor Peytral, député sortant, et Louis Soulié. Ils sont battus par  la liste de concorde républicaine conduite par le troisième député sortant du département, Victor Bonniard.
En mai 1921, malgré une santé fragile, il est réélu député à la faveur d'une élection partielle provoquée par la démission du député Bonniard, élu sénateur. Il prendra très peu part aux activités législatives.
Le 11 mai 1924, il est de nouveau candidat à son renouvellement sur la liste du cartel des gauches, qui remporta les trois sièges du département.
Gilbert Planche décède le 24 mai 1924 à Gap, alors encore en exercice parlementaire et local. Il est inhumé au cimetière de Tain-l'Hermitage dans la Drôme.

## Famille
La fille de Gilbert Planche, Renée, s'est mariée en 1921 à Paris avec un entrepreneur et ingénieur des chemins de fer italien nommé Carlo Dominico Borini (né le 4 mars 1890 à Omegna, Italie, décédé le 24 décembre 1984 à Paris).
De leur union est née Marisa Borini, actrice et pianiste concertiste. Elle-même a épousé Alberto Bruni Tedeschi, un riche industriel et compositeur d'opéra italien. 
Leurs trois enfants sont Virginio, décédé en 2006, l'actrice Valeria Bruni Tedeschi, et Carla Gilberta Bruni (cette dernière enfant née de la liaison de Marisa avec Maurizio Remmert, de nationalité brésilienne, et reconnue par Alberto Bruni Tedeschi).

## Distinctions et honneurs

### Décorations
- Chevalier de la Légion d'honneur par décret du 1er mars 1911[8]
- Officier de l'ordre du Mérite agricole